# Cryptodaphne
Cryptodaphne é um gênero de gastrópodes pertencente à família Raphitomidae.

## Espécies
- Cryptodaphne adiaphora Morassi & Bonfitto, 2010
- Cryptodaphne affinis (Schepman, 1913)[2]
- †Cryptodaphne chattica Lozouet, 2017
- Cryptodaphne gradata (Schepman, 1913)[3]
- Cryptodaphne kilburni Morassi & Bonfitto, 2006[4]
- †Cryptodaphne pseudodrillia Powell, 1942
- Cryptodaphne rugosa Sysoev, 1997[5]
- †Cryptodaphne semilirata (Powell, 1942)

Espécies trazidas para a sinonímia
- Cryptodaphne abbreviata (Schepman, 1913): sinônimo de Buccinaria abbreviata (Schepman, 1913)
- Cryptodaphne biconica (Schepman, 1913):[6] sinônimo de Acamptodaphne biconica (Schepman, 1913)
- Cryptodaphne kennicotti (Dall, 1871): sinônimo de Suavodrillia kennicotti (Dall, 1871)